# قانون تدخين السجائر للصحة العامة
قانون تدخين السجائر للصحة العام Public Health Cigarette Smoking Act: هو قانون اتحادي صدر عام 1970 في الولايات المتحدة يهدف إلى الحد من ممارسة تدخين التبغ. كما وافق عليه كونغرس الولايات المتحدة ووقعه الرئيس ريتشارد نيكسون ليصبح قانونًا، يتطلب القانون وضع تحذير صحي أقوى على علب السجائر، قائلاً "تحذير: الجراح العام قد قرر أن تدخين السجائر يشكل خطراً على صحتك". كما حظرت إعلانات السجائر في الإذاعة والتلفزيون الأميريكي.

## الأصول
كان قانون تدخين السجائر الخاص بالصحة العامة أحد مشاريع القوانين الرئيسية الناتجة عن تقرير عام 1965 الذي أعده الجراح العام لوثر تيري. ووجد التقرير أن سرطان الرئة والتهاب الشعب الهوائية المزمن يرتبطان سببيًا بتدخين السجائر. أقر الكونجرس سابقًا قانون وضع العلامات على السجائر والإعلان عنها في عام 1965؛ اشتراط أن تحمل جميع علب السجائر المباعة في الولايات المتحدة تحذيرًا صحيًا، ولكن بعد توصية من لجنة التجارة الفيدرالية، قام قانون تدخين السجائر للصحة العامة بتعديل قانون عام 1965 بحيث يتم إصدار التحذيرات باسم الجراح العام.
كانت لجنة الاتصالات الفيدرالية واحدة من المؤيدين الرئيسيين لحظر إعلانات السجائر. قالت لجنة الاتصالات الفيدرالية (FCC) أنه نظرًا لأن موضوع التدخين مثير للجدل، فقد استمرت العديد من محطات التلفزيون والإذاعة في انتهاك مبدأ العدالة عند بث هذه الإعلانات التجارية لأنها لم تمنح وقتًا متساويًا لوجهة النظر المعارضة بأن التدخين أمر خطير.
مرورًا في الكونغرس: في 17 يونيو 1969، ناقش المؤتمر الحادي والتسعون في مجلس النواب. تم إنشاء قانون تدخين السجائر للصحة العامة لأنه كان من المقرر أن تنتهي صلاحية قانون HR 6543 في 1 يوليو 1975. وكان الغرض من قانون HR 6543 هو إنشاء ملصق تحذيري على عبوات السجائر. قبل انتهاء صلاحية H.R. 6543، أراد العديد من الأشخاص مثل الجراح العام إنشاء علامة تحذير أقوى. ويتطلب مشروع القانون وضع الملصقات التالية على علب السجائر، "تحذير، لقد قرر الجراح العام أن تدخين السجائر يشكل خطرا على صحتك وقد يسبب سرطان الرئة أو أمراض أخرى".
خلال المناقشة، كانت هناك حجج مستمرة. على سبيل المثال: زعم مزارعو التبغ أنهم يزرعون التبغ، وليس السرطان. كانت شركة التبغ والمزارعون خائفين من توقفهم عن العمل، وكانت وزارة الصحة خائفة من أن يموت المزيد من الناس بسبب تدخين السجائر. في 12 ديسمبر 1969، ناقش مجلس الشيوخ مشروع القانون وعدله وأقره. خلال المناقشة، تم عرض رسم بياني يصور العلاقة بين معدلات الوفيات وتدخين السجائر. وأظهر الرسم البياني أن معدل الوفيات يرتفع مع زيادة عدد السجائر المدخنة.

### الأحكام
يحظر قانون تدخين السجائر الخاص بالصحة العامة بث الإعلانات التجارية للسجائر على الراديو والتلفزيون. كما عزز القانون أيضًا علامة التحذير الصحي على علب السجائر. وفقًا لمركز السيطرة على الأمراض، يحظر قانون تدخين السجائر للصحة العامة أيضًا على الولايات أو المحليات الترويج لإعلانات السجائر لأسباب تتعلق بالصحة.
تم تقديم قانون تدخين السجائر للصحة العامة إلى الكونجرس في عام 1969، ولكن لم يتم ذلك حتى 1 أبريل 1970، عندما وقع عليه الرئيس الأمريكي ريتشارد نيكسون ليصبح قانونًا. لم يدخل الحظر الفعلي لإعلانات السجائر حيز التنفيذ حتى 2 يناير 1971، وفقًا للتسوية التي سمحت للمذيعين ببث هذه الإعلانات التجارية أثناء البث التلفزيوني لمباريات كرة القدم الجامعية في يوم رأس السنة الجديدة. تم عرض آخر إعلان سيجارة على التلفزيون الأمريكي، وهو إعلان ل فيرجينيا سليمز، في آخر دقيقة قانونية محتملة في الساعة ١١:٥٩ مساءً بالتوقيت الشرقي/توقيت المحيط الهادئ ET/PT))، ١٠:٥٩ مساءً CT/MT) )في ذلك المساء على قناة NBC The Tonight” Show بطولة جوني كارسون.”

## التأثيرات
في عام ١٩٨١، ذكرت لجنة التجارة الفيدرالية (FTC) أن ملصقات التحذير الصحية وفقًا لما يفرضه قانون تدخين السجائر للصحة العامة لم يكن لها تأثير يذكر على عادات التدخين في الولايات المتحدة. ولذلك أصدر الكونجرس قانون التثقيف الشامل بشأن التدخين لعام 1984، والذي يتطلب المزيد من التحذيرات الصحية المحددة.
بدأت صناعة التبغ في استخدام مجموعة متنوعة من أدوات واستراتيجيات التسويق الأخرى للتأثير على الناس وجذب عملاء جدد، وعلى وجه الخصوص، تؤثر الإعلانات التي تستهدف المراهقين على تصوراتهم لصورة التدخين ووظيفته. في عام 1991، نشرت مجلة الجمعية الطبية الأمريكية دراسة تبين أن عددًا أكبر من الأطفال الذين تتراوح أعمارهم بين 5 و 6 سنوات يمكنهم التعرف على تميمة جو كاميل لسجائر الجمل أكثر من ميكي ماوس أو فريد فلينتستون.
كما قامت شركة كاميل Camel بزيادة قاعدة عملائها المراهقين بشكل كبير، من أقل من 1٪؜ قبل عام 1988 إلى أكثر من 13٪؜ في عام 1993. طلبت شركة التبغ الحماية من الكونجرس حتى يتمكنوا جميعًا من ترك البث معًا دون انتهاك أي قوانين لمكافحة الاحتكار. الدعوى القضائية الوحيدة التي تلت ذلك كانت من إحدى المذيعين في محاولة لإبقاء إعلانات التبغ على التلفزيون والراديو.
أثر القانون أيضًا على عائدات الإعلانات على محطات التلفزيون والإذاعة، إلى جانب فرض قواعد الفوائد المالية والنقابات وقاعدة الوصول إلى أوقات الذروة، والتي دخلت حيز التنفيذ أيضًا في عام 1971. استجابت شبكة إن بي سي من خلال دفع البث في وقت لاحق من اليوم إلى الليل، إضافة عروض مثل The Mid night Special’s و Snyder's Tomorrow لفتح المزيد من مخزون الإعلانات.